# Android Auto
Android Auto – aplikacja mobilna stworzona przez firmę Google, pozwalająca zarządzać i strumieniować obraz z urządzenia działającego z systemem Android (np. smartfon) na wyświetlacz komputera pokładowego samochodu. Obecnie dostępna jest ona w 46 krajach świata (od grudnia 2021 r. także w Polsce).
Dzięki podłączeniu urządzenia do komputera samochodowego, niektóre jego aplikacje są dostępne z poziomu wyświetlacza komputera, takie jak nawigacja satelitarna, odtwarzanie plików multimedialnych, wysyłanie SMS oraz wykonywanie połączeń komórkowych, wyszukiwanie informacji w Internecie, czy komunikacja z asystentem osobistym.

## Działanie
Najbardziej powszechnym użyciem aplikacji Android Auto jest podłączenie urządzenia działającego z systemem Android do udostępnianego przez samochód złącza komunikacji USB lub Bluetooth, którego producent deklaruje wsparcie dla aplikacji. Podłączenie urządzenia pozwala przełączać między interfejsami graficznymi użytkownika wbudowanego systemu komputera pokładowego samochodu, a Android Auto.

## Wspierane aplikacje
Android Auto wspiera używanie kluczowych aplikacji mobilnych tego samego twórcy, takich jak Mapy Google, Asystent Google, YouTube Music, czy Waze. Dostępne są ponadto popularne aplikacje innych firm, takie jak Spotify, Tidal, Messenger, WhatsApp, czy Skype. Firma Google udostępnia także platformę umożliwiającą tworzenie własnych aplikacji zgodnych z Android Auto.